# Znamenka
Znamenka je znak kojim se prikazuju brojevi u položajnim brojevnim sustavima. Tako prikazani brojevi se zovu brojke, a uobičajeni sustav je dekadski s arapskim znamenkama 0, 1, 2, 3, 4, 5, 6, 7, 8 i 9. Ako je baza sustava manja od 10 (npr. binarni i oktalni) mogu se rabiti početne arapske znamenke, ali ako je baza sustava veća od 10 (npr. heksadekadski brojevni sustav) obično se kao znamenke rabe i slova engleske abecede. 
Vrijednost znamenke u današnjem položajnom zapisu nije određena samo njezinim iznosom, već i mjestom koje ona zauzima u zapisu broja. Svako mjesto u zapisu broja ima svoju težinu, tako npr. u broju 326, znamenka 6 ima težinu jedinice, znamenka 2 težinu desetice, a znamenka 3 težinu stotice. Vrijednost broja 326 se, prema tome, može zapisati kao:
{\displaystyle 326=3\cdot 10^{2}+2\cdot 10^{1}+6\cdot 10^{0}=3\cdot 100+2\cdot 10+6}
Općenito, ako su znamenke nekog broja u bazi b: {\displaystyle a_{n}a_{n-1}\cdot \cdot \cdot a_{0}}, tada je vrijednost tog broja:
{\displaystyle \sum _{k=0}^{n}a_{k}b^{k}}.